# 東方號運載火箭
東方運載火箭（Восток）是蘇聯R-7彈道飛彈基礎上研製的輕型運載火箭。東方運載火箭發射人類歷史上第一顆人造衛星斯普特尼克和第一艘載人飛船。東方運載火箭是R-7火箭家族的一员。
1980年3月18日，東方-2M火箭在普列謝茨克太空發射場加油中爆炸，48人喪生。